# بریتسوم
بریتسوم (به هلندی: Britsum) یک منطقهٔ مسکونی در هلند است که در لیوواردرادیل واقع شده‌است. بریتسوم ۹۱۰ نفر جمعیت دارد.